# Force India VJM02
Der Force India VJM02  war der zweite Formel-1-Rennwagen von Force India. 

## Renngeschichte
Der von James Key konstruierte Wagen nahm an allen 17 Rennen der Formel-1-Saison 2009 teil und wurde vom Deutschen Adrian Sutil sowie den Italienern Giancarlo Fisichella und Vitantonio Liuzzi gesteuert. Der V8-Motor FO108W kam von Mercedes-Benz HPE.

## Lackierung und Sponsoring
Der VJM02 ist überwiegend in Weiß lackiert. Weiterhin gibt es Farbakzente in Orange und Grün. Es werben Bridgestone, Medion, Kingfisher, Reebok, Reliance sowie Whyte and Mackay auf dem Fahrzeug.

## Ergebnisse
| Fahrer               | Nr.                  | 1  | 2  | 3   | 4  | 5   | 6  | 7   | 8  | 9  | 10  | 11 | 12 | 13  | 14  | 15 | 16  | 17 | Punkte | Rang |
| -------------------- | -------------------- | -- | -- | --- | -- | --- | -- | --- | -- | -- | --- | -- | -- | --- | --- | -- | --- | -- | ------ | ---- |
| Formel-1-Saison 2009 | Formel-1-Saison 2009 |    |    |     |    |     |    |     |    |    |     |    |    |     |     |    |     |    | 13     | 9.   |
| A. Sutil             | 20                   | 9  | 17 | 17* | 16 | DNF | 14 | 17  | 17 | 15 | DNF | 10 | 11 | 4   | DNF | 13 | DNF | 17 | 13     | 9.   |
| G. Fisichella        | 21                   | 11 | 18 | 14  | 15 | 14  | 9  | DNF | 10 | 11 | 14  | 12 | 2  |     |     |    |     |    | 13     | 9.   |
| V. Liuzzi            | 21                   |    |    |     |    |     |    |     |    |    |     |    |    | DNF | 14  | 14 | 11  | 15 | 13     | 9.   |

| Legende  | Legende            | Legende                                                          |
| Farbe    | Abkürzung          | Bedeutung                                                        |
| -------- | ------------------ | ---------------------------------------------------------------- |
| Gold     | –                  | Sieg                                                             |
| Silber   | –                  | 2. Platz                                                         |
| Bronze   | –                  | 3. Platz                                                         |
| Grün     | –                  | Platzierung in den Punkten                                       |
| Blau     | –                  | Klassifiziert außerhalb der Punkteränge                          |
| Violett  | DNF                | Rennen nicht beendet (did not finish)                            |
| Violett  | NC                 | nicht klassifiziert (not classified)                             |
| Rot      | DNQ                | nicht qualifiziert (did not qualify)                             |
| Rot      | DNPQ               | in Vorqualifikation gescheitert (did not pre-qualify)            |
| Schwarz  | DSQ                | disqualifiziert (disqualified)                                   |
| Weiß     | DNS                | nicht am Start (did not start)                                   |
| Weiß     | WD                 | zurückgezogen (withdrawn)                                        |
| Hellblau | PO                 | nur am Training teilgenommen (practiced only)                    |
| Hellblau | TD                 | Freitags-Testfahrer (test driver)                                |
| ohne     | DNP                | nicht am Training teilgenommen (did not practice)                |
| ohne     | INJ                | verletzt oder krank (injured)                                    |
| ohne     | EX                 | ausgeschlossen (excluded)                                        |
| ohne     | DNA                | nicht erschienen (did not arrive)                                |
| ohne     | C                  | Rennen abgesagt (cancelled)                                      |
| ohne     | keine WM-Teilnahme |                                                                  |
| sonstige | P/fett             | Pole-Position                                                    |
| sonstige | 1/2/3/4/5/6/7/8    | Punktplatzierung im Sprint-/Qualifikationsrennen                 |
| sonstige | SR/kursiv          | Schnellste Rennrunde                                             |
| sonstige | *                  | nicht im Ziel, aufgrund der zurückgelegten Distanz aber gewertet |
| sonstige | ()                 | Streichresultate                                                 |
| sonstige | unterstrichen      | Führender in der Gesamtwertung                                   |